# Doug Howlett
Pour les articles homonymes, voir Howlett.

a Compétitions nationales et continentales officielles uniquement.

b Matchs officiels uniquement.
Douglas Charles Howlett, né le 21 septembre 1978 à Auckland, est un joueur de rugby à XV néo-zélandais évoluant au poste de trois-quarts aile droit, et occasionnellement au poste d'arrière. Il est le recordman du nombre d'essais inscrits avec les All Blacks avec 49 unités.

## Carrière

### En club
Doug Howlett se définit lui-même comme une exception parmi les All Blacks, puisqu'il n'a commencé le rugby à XV qu'à l'âge de 13 ans, débutant à XIII (certains membres de sa famille ayant même joué en France tel son frère Phil Howlett à l'UTC et à Pia), mais il a dû s'arrêter de pratiquer ce sport, puisque le rugby à XIII ne faisait pas partie des sports pratiqués à l'Auckland Grammar School.
Sprinter de talent (champion de Nouvelle-Zélande chez les juniors, record personnel sur 100 m : 10 s 68), Howlett fait d’abord parler de lui à la célèbre Auckland Grammar School, qui a formé des générations de rugbymen néo-zélandais.
Il intègre la province d’Auckland dans le NPC (championnat national des provinces). Il débute l’année suivante dans le Super 12 sous le maillot des Highlanders à l’âge de 18 ans, ce qui en fait alors le plus jeune joueur de l’histoire de la compétition. Il se permet d’inscrire trois essais pour son premier match à ce niveau ! Il joue quelques matchs avec la franchise d’Otago, puis arrive chez les Hurricanes de Wellington, où il ne jouera que cinq matchs. C’est avec les Blues qu’il s’épanouit vraiment, remportant le titre en 2003 et inscrivant 58 essais en plus de cent matchs. Il en marque quatre en 2002 contre les Hurricanes, ce qui est un record de la compétition. Il est nommé capitaine du Munster pour la saison 2012-2013.
Il met fin à sa carrière en mai 2013 à cause d'une blessure à l'épaule.

### En équipe nationale
En équipe nationale, il est abord sélectionné chez les moins de 21 ans, avant d’enfiler pour la première fois le maillot des All Blacks le 16 juin 2000 contre l'équipe des Tonga ; il n'entre sur le terrain que pour la seconde mi-temps, mais en profita pour marquer deux essais. Depuis, il a marqué en moyenne près de quatre points par rencontre. Il fut le trois-quarts aile le plus performant pendant la Coupe du monde de rugby 2003, marquant sept essais en autant de matchs.
À cause d'une blessure au genou en fin de saison, il ne participe pas à la tournée des All Blacks en Europe en 2006. Le Super 14 2007, montre un Doug Howlett plus en forme que jamais ; dur en défense, plaquant rudement mais intelligemment, marquant des essais décisifs. Graham Henry dit alors de lui qu'il joue le meilleur rugby de toute sa carrière, tout en le félicitant d'avoir travaillé ses points faibles, notamment la défense, ses plaquages ayant toujours été jugés trop « gentils ».

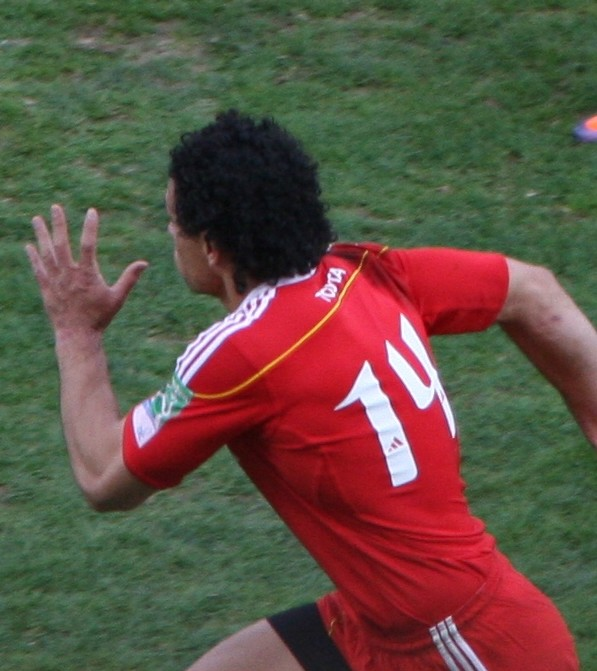
Doug Howlett sous le maillot du Munster.

Sélectionné pour participer à la Coupe du monde 2007, il s’engage peu avant la compétition pour deux ans et demi avec la franchise irlandaise du Munster. À l'occasion du match des All Blacks contre l'Écosse lors de la Coupe du monde en France, il marque deux essais et devient le meilleur marqueur de l'histoire du rugby néo-zélandais (49).
Avec les Kiwis, il dispute successivement deux Coupe du monde en 2003 puis en 2007. Il participe à sept éditions du Tri-nations en 2001, 2002, 2003, 2004, 2005, 2006 et 2007.

## Palmarès
Au 1 sept. 2007

### All Blacks
- Vainqueur du Tri-nations en 2002, 2003, 2005, 2006 et 2007.
- 62 sélections avec les All Blacks (49 essais, 245 points)
  - Meilleur marqueur néo-zélandais
- Coupe du Monde 2007 : 1/4 de finaliste (Défaite 20 - 18 face la France)
- Coupe du Monde 2003 : Troisième

### En club
- Super 12 :
  - Vainqueur : 2003
- 100 matchs (7e joueur de la compétition à ce total), dont 93 avec les Blues (59 essais, 295 points)
  - Meilleur marqueur d'essais de l’histoire du Super 12/14

- NPC :
  - Vainqueur : 1999, 2002, 2003, 2005
- Vainqueur du Ranfurly Shield : 2003 (2 fois)
- 58 matchs sous les couleurs de Auckland (50 essais,250 points)
  - Meilleur marqueur d’essais du NPC : 1999 (8), 2002 (10)

- Coupe d'Europe :
  - Vainqueur : 2008
- 214 matchs, 152 essais en carrière

## Statistiques

### En équipe nationale
De 2000 à 2007, Doug Howlett compte 62 sélections avec les All-Blacks, inscrivant 245 points. Avec les Kiwis, il dispute deux Coupe du monde en 2003 et 2007. Il participe à sept éditions du Tri-nations en 2001, 2002, 2003, 2004, 2005, 2006 et 2007.